# Campsicnemus argyropterus
Campsicnemus argyropterus är en tvåvingeart som beskrevs av Negrobov och Igor Shamshev 1985. Campsicnemus argyropterus ingår i släktet Campsicnemus och familjen styltflugor. Inga underarter finns listade i Catalogue of Life.